# إصلاحية ليكلاند
منشأة لاكلاند الإصلاحية (بالإنجليزية: Lakeland Correctional Facility) هي سجن للرجال يقع في كولدواتر، في ولاية ميشيغان الأمريكية. يديره إدارة الإصلاح بميشيغان، وافتتح في عام 1985.
تبلغ الطاقة الاستيعابية للمنشأة حوالي 1,466 سجينًا.